# Amphizoa davidis
Amphizoa davidis (лат.) — вид жесткокрылых насекомых (жуков) из монотипического семейства Amphizoidae. Часто его называют Amphizoa davidi, неясно, какой из двух вариантов верен.
Водные жуки. Длина тела 10,5—12 мм (по другим данным 11—16 мм). Надкрылья (элитры) без киля на пятом промежутке. Переднеспинка с боковым краем без бокового валика.
Известны только из Сычуани (то есть являются эндемиками Китая). При этом в оригинальном описании указан Тибет. Редкий вид. Живут в быстро текущей холодной воде горных рек.